# Lidblasenfrösche

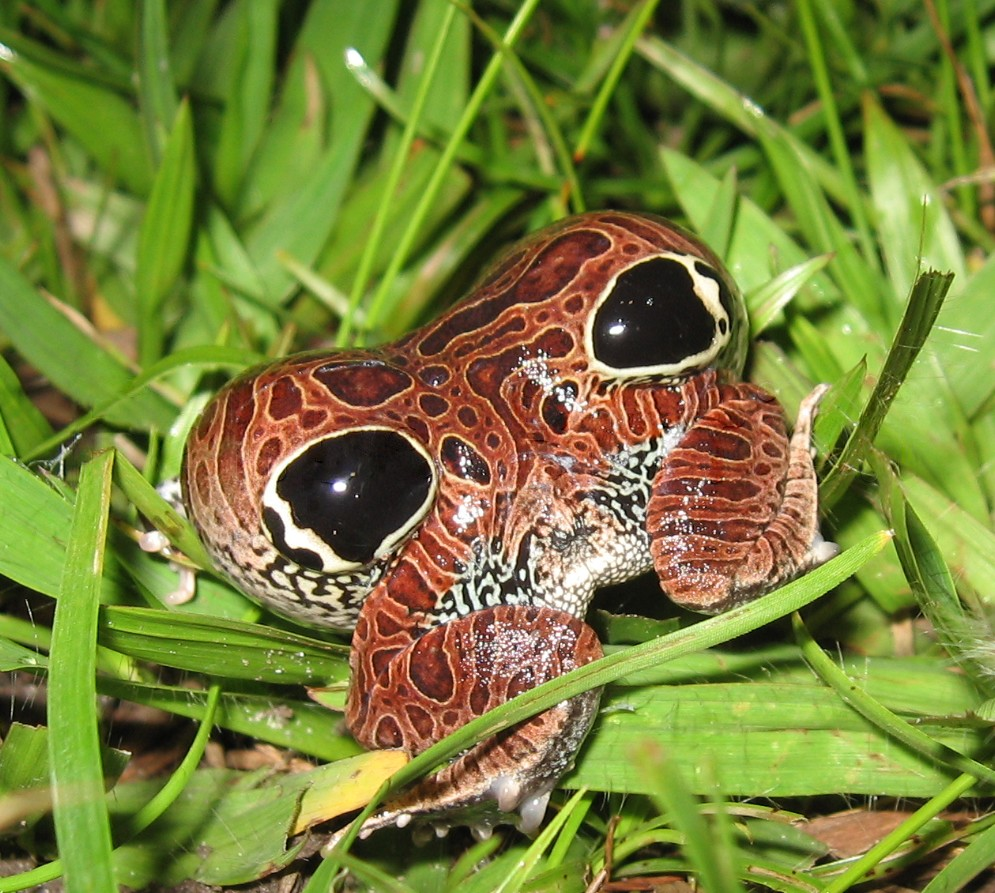
Physalaemus nattereri zeigt auf dem Hinterteil große Augenflecken und eine Marmorierung, die dem Aussehen einer Schlange ähnelt

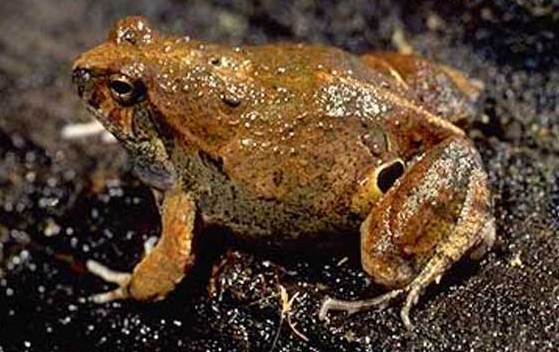
Physalaemus biligonigerus zeigt ebenfalls große Augenflecken

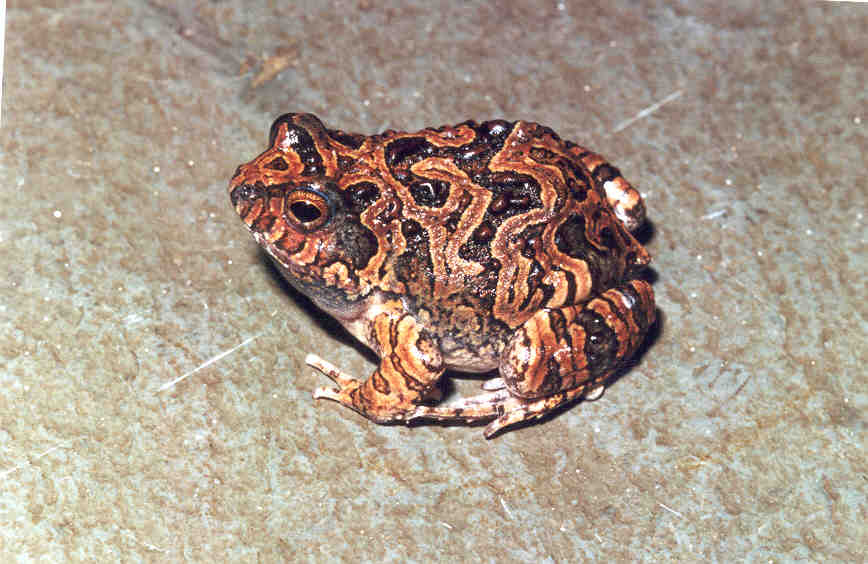
Physalaemus marmoratus mit auffälliger Zeichnung

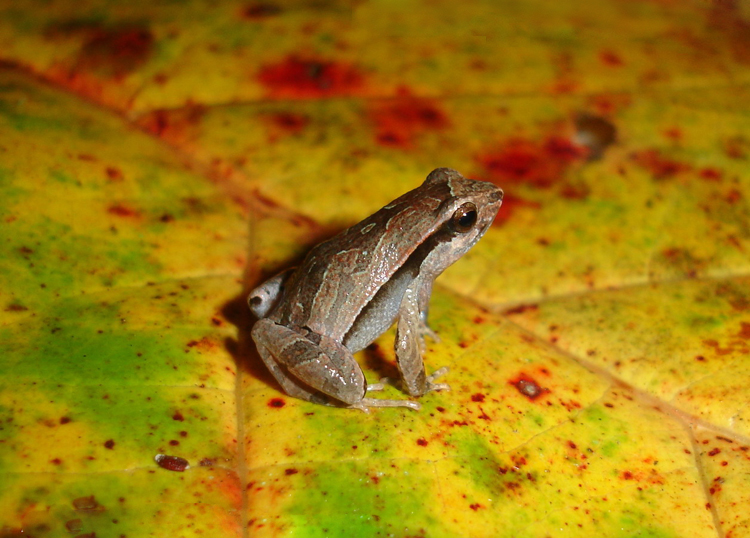
Physalaemus spiniger auf einem Blatt

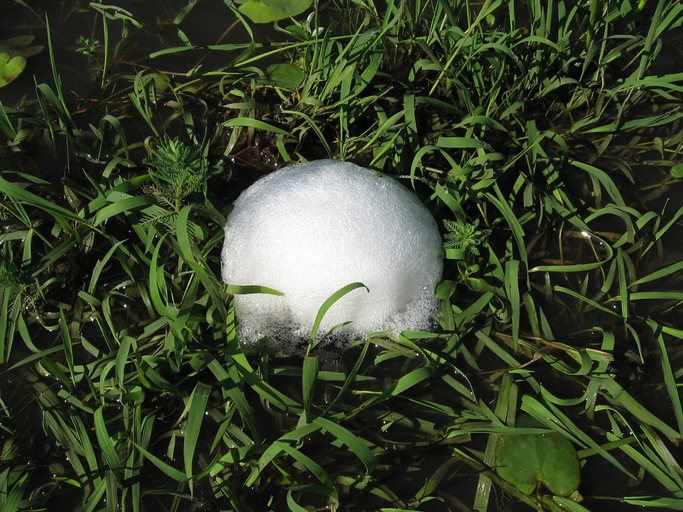
Schaumnest von Physalaemus biligonigerus

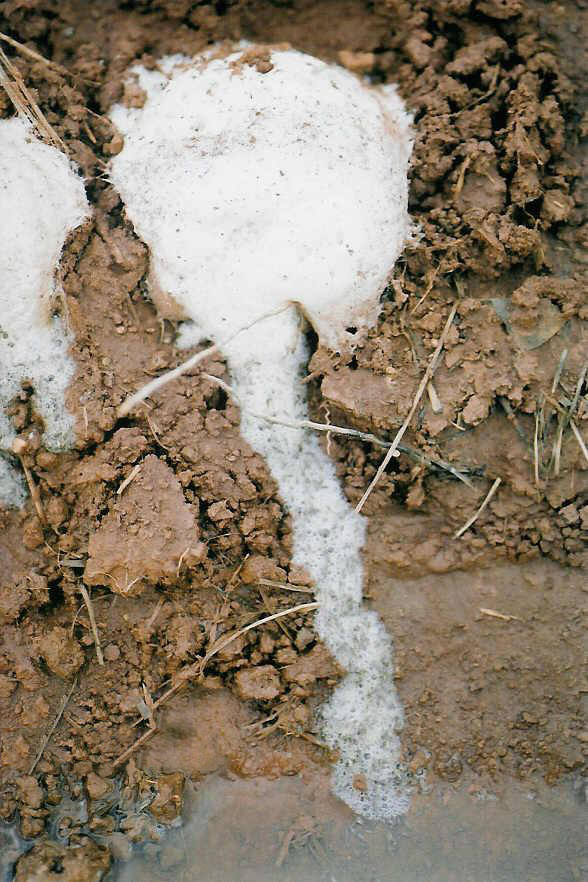
Schaumnest von Physalaemus nattereri auf feuchter Erde. Die Kaulquappen wandern nach dem Schlüpfen ins nahe gelegene Gewässer

Die Lidblasenfrösche (Physalaemus, von griech. physa = Blasebalg, Blase und griech. laima = Schlund) sind eine Gattung der Froschlurche aus der Familie der Pfeiffrösche.

## Merkmale
Die Lidblasenfrösche sind kleine bis mittelgroße Frösche mit einer Kopf-Rumpf-Länge von 2 bis 5 Zentimetern. Wegen ihres spitzen Mauls erinnern sie an Engmaulfrösche, mit denen sie jedoch nicht nahe verwandt sind. Ihr Körperbau wirkt gedrungen. Sie können lebhaft gefärbt sein, und einige Arten besitzen auf dem hinteren Körperende große Augenflecken, die zusammen mit einer entsprechenden Marmorierung und Hautfärbung das Aussehen einer Schlange oder eines anderen Reptils vortäuschen. Besonders ausgeprägt ist diese Zeichnung bei Physalaemus nattereri. Ein ähnliches Muster zeigt Physalaemus marmoratus.

## Verbreitung
Die Gattung kommt im nördlichen und mittleren Argentinien, im östlichen Bolivien und im westlichen Ecuador, in Uruguay, Paraguay, Brasilien und Guiana sowie im südlichen Venezuela und im südöstlichen Kolumbien vor.

## Lebensweise
Sie besiedeln die Laubstreu von Primär- und Sekundärwäldern oder sind Bodenbewohner in offenem Gelände. Meist genügen zur Eiablage sehr kleine Wasseransammlungen, z. B. Phytotelmata in Pflanzen oder temporäre Gewässer wie Pfützen. Die Eier werden während der Umklammerung des Weibchens durch das Männchen in Schaumnestern abgelegt, wobei das Männchen ein vom Weibchen abgegebenes Sekret mit den Hinterbeinen zu Schaum schlägt. Die Eier werden vom Männchen befruchtet und in den Schaum eingeschlagen, wo sie vor kurzfristiger Austrocknung und Fressfeinden im Wasser geschützt sind. Die Schaumnester können auf dem Wasser schwimmen oder an Pflanzen festhängen. Die geschlüpften Froschlarven verlassen nach rund drei Tagen das Schaumnest und werden während der Regenzeit in Teiche geschwemmt, wo sie mehr Nahrung finden.

## Systematik

### Äußere Systematik
Die Gattung Physalaemus wurde im Jahr 2006 nach einer Revision unter molekularbiologischen Gesichtspunkten durch Grant et al. zusammen mit anderen Gattungen aus der Familie der Pfeiffrösche ausgegliedert und als eigenständige Familie Leiuperidae anerkannt.
2011 nahmen Pyron und Wiens in ihrer phylogenetischen Untersuchung von 2800 Amphibienarten die Monophylie der Leiuperidae in ihrer damaligen Zusammensetzung als gegeben an, stellten sie jedoch wieder als Unterfamilie Leiuperinae zu den Pfeiffröschen. neben Physalaemus befinden sich in dieser Gruppe die Gattungen Edalorhina, Engystomops, Pleurodema und Pseudopaludicola.

### Arten
Die Gattung umfasst 50 Arten.
Stand: 28. Dezember 2023
- Physalaemus aguirrei Bokermann, 1966
- Physalaemus albifrons (Spix, 1824)
- Physalaemus albonotatus (Steindachner, 1864)
- Physalaemus angrensis Weber, Gonzaga & Carvalho-e-Silva, 2006
- Physalaemus araxa Leal, Zornosa-Torres, Augusto-Alves, Dena, Pezzuti, Leite, Lourenço, Garcia & Toledo, 2021[8]
- Physalaemus atim Brasileiro & Haddad, 2015[9]
- Physalaemus atlanticus Haddad & Sazima, 2004
- Physalaemus barrioi Bokermann, 1967
- Physalaemus biligonigerus (Cope, 1861)
- Physalaemus bokermanni Cardoso & Haddad, 1985
- Physalaemus caete Pombal & Madureira, 1997
- Physalaemus camacan Pimenta, Cruz & Silvano, 2005
- Physalaemus carrizorum Cardozo & Pereyra, 2018
- Physalaemus centralis Bokermann, 1962
- Physalaemus cicada Bokermann, 1966
- Physalaemus claptoni Leal, Leite, Costa, Nascimento, Lourenço & Garcia, 2020[10]
- Physalaemus cristinae Cardozo, Tomatis, Duport-Bru, Kolenc, Borteiro, Pansonato, Confalonieri, Lourenço, Haddad & Baldo, 2023[11]
- Physalaemus crombiei Heyer & Wolf, 1989
- Physalaemus cuvieri Fitzinger, 1826
- Physalaemus deimaticus Sazima & Caramaschi, 1988
- Physalaemus ephippifer (Steindachner, 1864)
- Physalaemus erikae Cruz & Pimenta, 2004
- Physalaemus erythros Caramaschi, Feio & Guimarães, 2003
- Physalaemus evangelistai Bokermann, 1967
- Physalaemus feioi Cassini, Cruz & Caramaschi, 2010
- Physalaemus fernandezae (Müller, 1926)
- Physalaemus fischeri (Boulenger, 1890)
- Physalaemus gracilis (Boulenger, 1883)
- Physalaemus henselii (Peters, 1872)
- Physalaemus insperatus Cruz, Cassini & Caramaschi, 2008
- Physalaemus irroratus Cruz, Nascimento & Feio, 2007
- Physalaemus jordanensis Bokermann, 1967
- Physalaemus kroyeri (Reinhardt & Lütken, 1862)
- Physalaemus lateristriga (Steindachner, 1864)
- Physalaemus lisei Braun & Braun, 1977
- Physalaemus maculiventris (Lutz, 1925)
- Physalaemus marmoratus (Reinhardt & Lütken, 1862)
- Physalaemus maximus Feio, Pombal & Caramaschi, 1999
- Physalaemus moreirae (Miranda-Ribeiro, 1937)
- Physalaemus nanus (Boulenger, 1888)
- Physalaemus nattereri (Steindachner, 1863)
- Physalaemus obtectus Bokermann, 1966
- Physalaemus olfersii (Lichtenstein & Martens, 1856)
- Physalaemus orophilus Cassini, Cruz & Caramaschi, 2010
- Physalaemus riograndensis Milstead, 1960
- Physalaemus rupestris Caramaschi, Carcerelli & Feio, 1991
- Physalaemus santafecinus Barrio, 1965
- Physalaemus signifer (Girard, 1853)
- Physalaemus soaresi Izecksohn, 1965
- Physalaemus spiniger (Miranda-Ribeiro, 1926)

Die Art Eupemphix nattereri Steindachner, 1863 wurde als Physalaemus nattereri von Faivovich et al. in die Gattung Physalaemus eingeordnet, und die Gattung Eupemphix Steindachner, 1863 aufgelöst. Bei Amphibia Web wird sie noch beibehalten.
Physalaemus cuqui Lobo, 1993 wurde 2023 mit Physalaemus albonotatus (Steindachner, 1864) synonymisiert.